# Йоган Абсалонсен
Йоган Абсалонсен (дан. Johan Absalonsen, нар. 16 вересня 1985) — данський футболіст, що грав на позиції нападника.
Виступав, зокрема, за клуб «Оденсе», а також національну збірну Данії.
Чемпіон Данії. Чотириразовий володар Кубка Данії. Володар Кубка Австралії.

## Клубна кар'єра
У дорослому футболі дебютував 2002 року виступами за команду «Болдклуббен 1913», в якій того року взяв участь у 2 матчах чемпіонату. 
Протягом 2004—2006 років захищав кольори клубу «Брондбю».
Своєю грою за останню команду привернув увагу представників тренерського штабу клубу «Оденсе», до складу якого приєднався 2006 року. Відіграв за команду з Оденсе наступні п'ять сезонів своєї ігрової кар'єри. Більшість часу, проведеного у складі «Оденсе», був основним гравцем атакувальної ланки команди.
Згодом з 2011 по 2018 рік грав у складі команд «Копенгаген», «Горсенс», «Сеннер'юск» та «Аделаїда Юнайтед».
Завершив ігрову кар'єру у команді «Сеннер'юск», у складі якої вже виступав раніше. Повернувся до неї 2018 року, захищав її кольори до припинення виступів на професійному рівні у 2021 році.

## Виступи за збірні
У 2000 році дебютував у складі юнацької збірної Данії (U-16), загалом на юнацькому рівні взяв участь у 33 іграх, відзначившись 5 забитими голами.
Протягом 2004–2006 років залучався до складу молодіжної збірної Данії. На молодіжному рівні зіграв у 10 офіційних матчах, забив 1 гол.
У 2009 році дебютував в офіційних матчах у складі національної збірної Данії.
Загалом протягом кар'єри в національній команді, яка тривала 2 роки, провів у її формі 4 матчі, забивши 2 голи.

## Титули і досягнення
- Чемпіон Данії (1):

«Брондбю»: 2004-2005
- Володар Кубка Данії (4):

«Брондбю»: 2004-2005
«Оденсе»: 2006-2007
«Копенгаген»: 2011-2012
«Сеннер'юск»: 2019-2020
- Володар Кубка Австралії (1):

«Аделаїда Юнайтед»: 2018